# Superclan
Superclan (super-clandestini) fu un'organizzazione terroristica clandestina costituitasi ad opera di Corrado Simioni a partire dai nuclei di Sinistra Proletaria (progenitrice delle Brigate Rosse) tra il 1970 ed il 1971.
L'unica azione terroristica sicuramente attribuibile al Superclan è il fallito attentato all'ambasciata americana di Atene del 2 settembre 1970.

## Storia
Sulla fondazione del Superclan, sugli effettivi componenti, sulle sue azioni per ora non è stata fatta chiarezza.
La rottura tra Simioni e Sinistra Proletaria avrebbe dato vita da una parte alle Brigate Rosse (ad opera di Renato Curcio, Mara Cagol ed Alberto Franceschini) e dall'altra allo stesso Superclan da parte di Corrado Simioni, Vanni Mulinaris, Duccio Berio ed altri.

## I membri
Molti dei componenti del Superclan provengono dalla formazione capeggiata da Corrado Simioni delle cosiddette "Zie Rosse", formazione che sembrerebbe aver operato per un breve periodo parallelamente alla nascita della formazione della Sinistra Proletaria.
Gli stessi componenti del Superclan sarebbero tra i nuclei direttivi ed operativi della scuola di lingue Hyperion di Parigi, considerato da alcuni centro di coordinamento e di influenza di gruppi terroristici di sinistra europei e medio-orientali per conto dei servizi segreti occidentali.